# 巴克斯頓 (北卡羅萊納州)
巴克斯頓（英語：Buxton）是位於美國北卡羅萊納州戴爾縣的普查規定居民點。

## 人口
根據2020年美國人口普查的數據，巴克斯頓的面積為22.78平方千米，當中陸地面積為20.31平方千米，而水域面積為2.47平方千米。當地共有人口1181人，而人口密度為每平方千米51.84人。